# Fanhões
Fanhões – parafia (freguesia) gminy Loures i jednocześnie miejscowość w Portugalii. W 2011 zamieszkiwało ją 2801 mieszkańców, na obszarze 11,63 km².